# Sankt Olofs församling, Enköping
Sankt Olofs församling var en församling i Uppsala stift i nuvarande Enköpings kommun. Församlingen uppgick 1548 i Enköpings församling.

## Administrativ historik
Församlingen bildades tidigt på 1300-talet genom en utbrytning ur Sankt Ilians församling och återgick 1548 i då den sammanlagda församlingen gavs namnet Enköpings församling. Före samgående utgjorde församlingen ett eget pastorat. 